# Seda (Łotwa)
Seda – miasto w północno-wschodniej Łotwie w novadsie Valmiera. Prawa miejskie ma od 1991 roku.